# Germandön
Germandön est une île de l'embouchure du fleuve Luleälven à Luleå en Suède.

## Présentation
L'île est située dans la partie sud de l'archipel de Luleå. 
C'est l'une des plus grandes îles de cet archipel. 
L'île se compose de deux parties : Bastaholmen au nord et Gerandön proprement dite au sud.
Dans le passé, il s’agissait de deux îles qui se sont réunies en raison de l’élévation de la zone due au rebond post-glaciaire. Le Gerandösundet (détroit de Gerandö) qui séparait les iles est maintenant un lac intérieur de l'île. 
L'île est inhabitée et a une superficie de 15,67 km², entièrement constituée de terres.

## Réserve naturelle
Germandön abrite la réserve naturelle de Germandön,.
Autour de la réserve naturelle, la forêt de l'île est influencée par la sylviculture moderne. 
Dans la réserve naturelle, il y a des forêts anciennes de différents types – pins, épinettes, sapins des marais et tourbières de feuillus. De nombreuses espèces de lichens et de champignons rares et menacées ont été découvertes. L'épicéa domine dans la majeure partie de la réserve et dans les forêts les plus marécageuses, les vieux épicéas sont drapés de lichens suspendus,.  
Le long du rivage se trouve une plage de baignade et à l'intérieur, une forêt de pins pousse sur le sol sablonneux. 
Plus au nord, il y a une longue prairie humide peu profonde avec de nombreuses espèces végétales intéressantes telles que le carex. 
Même l'argousier épineux peut être trouvé le long de la plage.